# Zavarkó Vilmos
Zavarkó Vilmos (Óbecse, 1988. március 14. –) világbajnok szerb tekéző, a KK Neumarkt játékosa, valamint a szerb válogatott csapatkapitánya.

## Pályafutása
A szerbiai Óbecsén 10-11 éves korában ismerkedett meg a tekével. 2005 májusában az ifjúsági világbajnokságon csapatban harmadik, párosban (Uroš Ramic) és egyéniben első lett. 2006-ban a bosznia-hercegovinai Szarajevóból összetett és egy páros (Zoran Pavlic) aranyéremmel tért haza az ifi vb-ről. Az egyéni versenyben negyedik volt. 2006 őszén a Kunfehértó versenyzője lett. Az októberi szkopjei felnőtt vb-n kiesett a selejtezőben.
2007-ben és 2008-ban felnőtt szerb bajnok lett. A 2008-as ifi vb-n egyéniben, párosban (Miloš Radojičić) és összetettben arany-, csapatban ezüstérmet szerzett. A felnőtt vb-n vegyes párosban (Zorica Barać) első, egyéniben és sprintben második volt.